# Eduardo Manzanos Brochero
Eduardo Manzanos Brochero (Madrid, 10 de noviembre de 1919 - Madrid, 16 de septiembre de 1987) fue un guionista, director y productor cinematográfico español. Fue también IX conde de Casa Barreto (1973-1987).
Brochero fue autor de los guiones de La perversa señora Ward (1971), La cola del escorpión (1971), Las petroleras (1971) o Llega Sartana (1970), entre muchas otras películas.
Entre sus realizaciones como director se cuentan Cabaret (1953), Buenas noticias (1954), Río Guadalquivir (1957), Las aeroguapas (1958), Proceso de Gibraltar (1967), o documentales como ¡¡Franco!! Un proceso histórico (1982) o España debe saber (1977).